# Montguyon
Montguyon /mɔ̃.gɥi.jɔ̃/ est une commune du sud-ouest de la France, située dans le département de la Charente-Maritime (région Nouvelle-Aquitaine). Ses habitants sont appelés les Montguyonnais et les Montguyonnaises.

## Géographie

### Localisation et accès
La commune de Montguyon est situe dans le sud du département de la Charente-Maritime, en région Nouvelle-Aquitaine, dans l'ancienne province de Saintonge. Appartenant au midi de la France — on parle plus précisément de « midi atlantique », au cœur de l'arc atlantique, elle peut être rattachée à deux grands ensembles géographiques, le Grand Ouest français et le Grand Sud-Ouest français.
Montguyon est un des pôles d'équilibre du canton des Trois Monts, en Haute Saintonge, dans la partie sud du département et aux confins de la forêt de la Double saintongeaise.
Cette petite ville est située à l'est de Montlieu-la-Garde, au carrefour de la D.730, route de Royan à Ribérac et de l'ancienne route nationale 10bis, de Chevanceaux à Libourne. Elle est une des étapes d'un sentier de grande randonnée balisé, le GR 360.

### Communes limitrophes
|                    | Neuvicq                |              |
| Saint-Martin-d'Ary | Montguyon              | Le Fouilloux |
| Clérac             | Saint-Pierre-du-Palais |              |

## Urbanisme

### Typologie
Au 1er janvier 2024, Montguyon est catégorisée bourg rural, selon la nouvelle grille communale de densité à 7 niveaux définie par l'Insee en 2022.
Elle est située hors unité urbaine et hors attraction des villes,.

### Occupation des sols
L'occupation des sols de la commune, telle qu'elle ressort de la base de données européenne d’occupation biophysique des sols Corine Land Cover (CLC), est marquée par l'importance des territoires agricoles (63,2 % en 2018), en diminution par rapport à 1990 (68,2 %). La répartition détaillée en 2018 est la suivante : 
zones agricoles hétérogènes (56,3 %), forêts (26,5 %), zones urbanisées (7,2 %), cultures permanentes (3,2 %), terres arables (2,4 %), mines, décharges et chantiers (2,2 %), prairies (1,2 %), zones industrielles ou commerciales et réseaux de communication (0,6 %), milieux à végétation arbustive et/ou herbacée (0,2 %). L'évolution de l’occupation des sols de la commune et de ses infrastructures peut être observée sur les différentes représentations cartographiques du territoire : la carte de Cassini (XVIIIe siècle), la carte d'état-major (1820-1866) et les cartes ou photos aériennes de l'IGN pour la période actuelle (1950 à aujourd'hui).

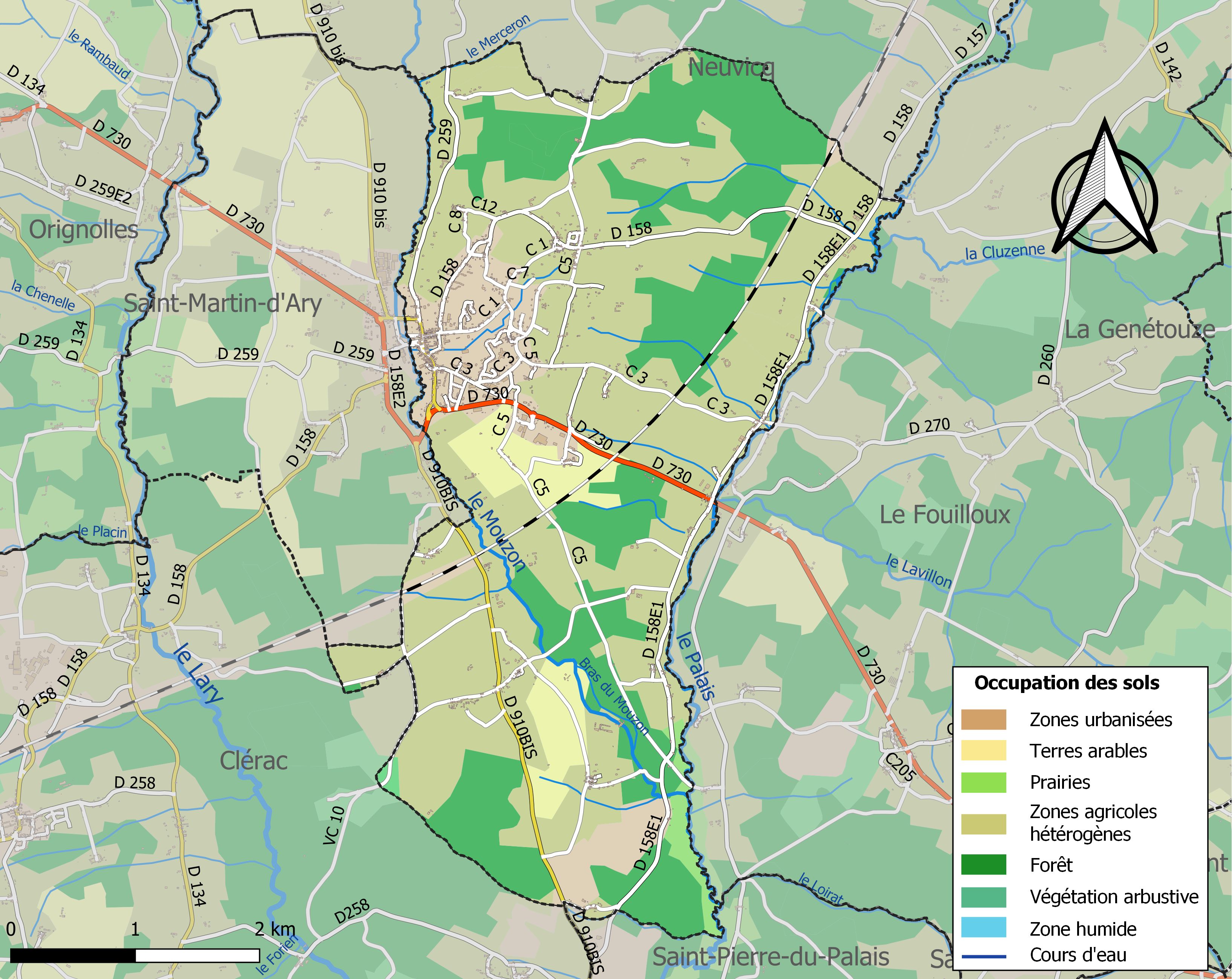
Carte des infrastructures et de l'occupation des sols de la commune en 2018 (CLC).

### Risques majeurs
Le territoire de la commune de Montguyon est vulnérable à différents aléas naturels : météorologiques (tempête, orage, neige, grand froid, canicule ou sécheresse), inondations, feux de forêts, mouvements de terrains et séisme (sismicité faible). Il est également exposé à un risque technologique,  le transport de matières dangereuses. Un site publié par le BRGM permet d'évaluer simplement et rapidement les risques d'un bien localisé soit par son adresse soit par le numéro de sa parcelle.

#### Risques naturels
Certaines parties du territoire communal sont susceptibles d’être affectées par le risque d’inondation par débordement de cours d'eau, notamment le Palais et le Mouzon. La commune a été reconnue en état de catastrophe naturelle au titre des dommages causés par les inondations et coulées de boue survenues en 1982, 1986, 1993, 1999, 2010 et 2012,.
Montguyon est exposée au risque de feu de forêt du fait de la présence sur son territoire du massif de la Double saintongeaise, un massif classé à risque dans le plan départemental de protection des forêts contre les incendies (PDPFCI), élaboré pour la période 2017-2026 et qui fait suite à un plan 2007-2016. Les mesures individuelles de prévention contre les incendies sont précisées par divers arrêtés préfectoraux et s’appliquent dans les zones exposées aux incendies de forêt et à moins de 200 mètres de celles-ci. L’article L.131-1 du code forestier et l’arrêté du 2 décembre 2020 règlementent l'emploi du feu en interdisant notamment d’apporter du feu, de fumer et de jeter des mégots de cigarette dans les espaces sensibles et sur les voies qui les traversent sous peine de sanctions. Un autre arrêté du 2 décembre 2020 rend le débroussaillement obligatoire, incombant au propriétaire ou ayant droit,,,.

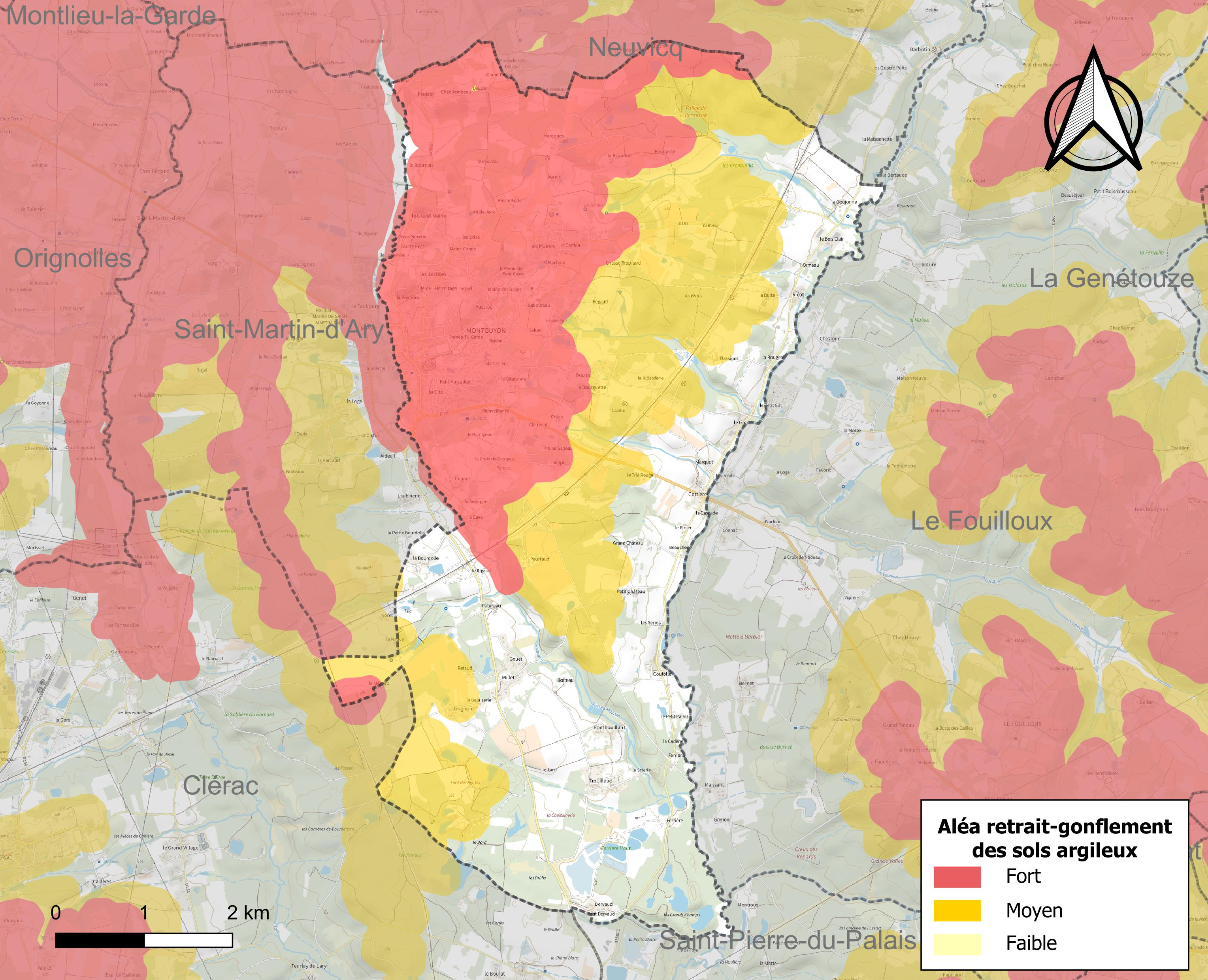
Carte des zones d'aléa retrait-gonflement des sols argileux de Montguyon.

Les mouvements de terrains susceptibles de se produire sur la commune sont des affaissements et effondrements liés aux cavités souterraines (hors mines) et des tassements différentiels. Par ailleurs, afin de mieux appréhender le risque d’affaissement de terrain, l'inventaire national des cavités souterraines permet de localiser celles situées sur la commune.
Le retrait-gonflement des sols argileux est susceptible d'engendrer des dommages importants aux bâtiments en cas d’alternance de périodes de sécheresse et de pluie. 63,1 % de la superficie communale est en aléa moyen ou fort (54,2 % au niveau départemental et 48,5 % au niveau national). Sur les 867 bâtiments dénombrés sur la commune en 2019,  711 sont en aléa moyen ou fort, soit 82 %, à comparer aux 57 % au niveau départemental et 54 % au niveau national. Une cartographie de l'exposition du territoire national au retrait gonflement des sols argileux est disponible sur le site du BRGM,.
Par ailleurs, afin de mieux appréhender le risque d’affaissement de terrain, l'inventaire national des cavités souterraines permet de localiser celles situées sur la commune.
Concernant les mouvements de terrains, la commune a été reconnue en état de catastrophe naturelle au titre des dommages causés par la sécheresse en 1989, 1996, 2003, 2005, 2009 et 2011 et par des mouvements de terrain en 1999 et 2010.

#### Risques technologiques
Le risque de transport de matières dangereuses sur la commune est lié à sa traversée par une ou des infrastructures routières ou ferroviaires importantes ou la présence d'une canalisation de transport d'hydrocarbures. Un accident se produisant sur de telles infrastructures est susceptible d’avoir des effets graves sur les biens, les personnes ou l'environnement, selon la nature du matériau transporté. Des dispositions d’urbanisme peuvent être préconisées en conséquence.

## Toponymie
Monte Guidonis en 1121 et 1281, signifiant "mont de Guy". On prononce le "u" de Montguyon.

## Histoire

### Préhistoire
Le site du Bois Clair, au sud-est de Montguyon, a livré plusieurs niveaux d’occupations paléolithiques récurrentes  depuis le Moustérien jusqu'au Tardiglaciaire.

### Moyen-Âge
En 1380, dans le cadre de la Guerre de Cent Ans, Louis de Sancerre fait le siège de la ville. Participe à cette action Jean II Le Meingre, dit Boucicaut.

## Politique et administration

### Liste des maires

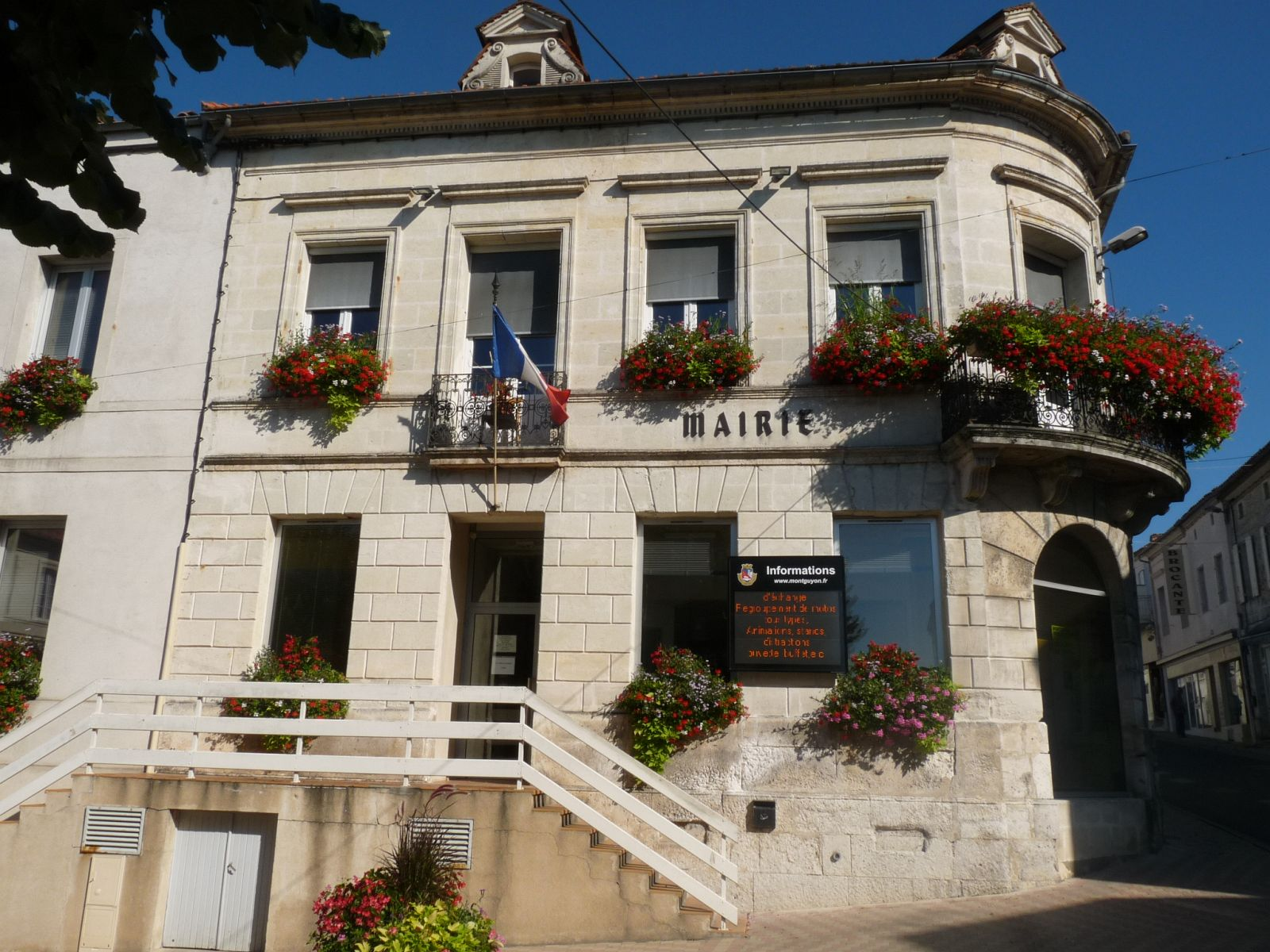
La mairie de Montguyon.

| Période                                  | Période  | Identité          | Étiquette | Qualité  |
| ---------------------------------------- | -------- | ----------------- | --------- | -------- |
| juin 1995                                | mai 2020 | François Bastère  | UMP-LR    | Retraité |
| mai 2020                                 | En cours | Julien Mouchebœuf |           |          |
| Les données manquantes sont à compléter. |          |                   |           |          |

### Région
À la suite de la réforme administrative de 2014 ramenant le nombre de régions de France métropolitaine de 22 à 13, la commune appartient depuis le 1er janvier 2016 à la région Nouvelle-Aquitaine, dont la capitale est Bordeaux. De 1972 au 31 décembre 2015, elle a appartenu à la région Poitou-Charentes, dont le chef-lieu était Poitiers.

### Politique environnementale
Dans son palmarès 2024, le Conseil national de villes et villages fleuris de France a attribué une fleur à la commune.

## Démographie

### Évolution démographique
L'évolution du nombre d'habitants est connue à travers les recensements de la population effectués dans la commune depuis 1793. Pour les communes de moins de 10 000 habitants, une enquête de recensement portant sur toute la population est réalisée tous les cinq ans, les populations de référence des années intermédiaires étant quant à elles estimées par interpolation ou extrapolation. Pour la commune, le premier recensement exhaustif entrant dans le cadre du nouveau dispositif a été réalisé en 2008.

En 2022, la commune comptait 1 636 habitants, en évolution de +3,28 % par rapport à 2016 (Charente-Maritime : +4,04 %, France hors Mayotte : +2,11 %).
| 1793  | 1800  | 1806  | 1821  | 1831  | 1836  | 1841  | 1846  | 1851  |
| ----- | ----- | ----- | ----- | ----- | ----- | ----- | ----- | ----- |
| 1 450 | 1 298 | 1 299 | 1 421 | 1 471 | 1 457 | 1 454 | 1 415 | 1 422 |

| 1856  | 1861  | 1866  | 1872  | 1876  | 1881  | 1886  | 1891  | 1896  |
| ----- | ----- | ----- | ----- | ----- | ----- | ----- | ----- | ----- |
| 1 404 | 1 513 | 1 542 | 1 509 | 1 534 | 1 659 | 1 684 | 1 650 | 1 572 |

| 1901  | 1906  | 1911  | 1921  | 1926  | 1931  | 1936  | 1946  | 1954  |
| ----- | ----- | ----- | ----- | ----- | ----- | ----- | ----- | ----- |
| 1 616 | 1 674 | 1 619 | 1 522 | 1 537 | 1 567 | 1 545 | 1 467 | 1 542 |

| 1962  | 1968  | 1975  | 1982  | 1990  | 1999  | 2006  | 2008  | 2013  |
| ----- | ----- | ----- | ----- | ----- | ----- | ----- | ----- | ----- |
| 1 737 | 1 841 | 1 648 | 1 662 | 1 647 | 1 462 | 1 455 | 1 453 | 1 506 |

| 2018  | 2022  | - | - | - | - | - | - | - |
| ----- | ----- | - | - | - | - | - | - | - |
| 1 569 | 1 636 | - | - | - | - | - | - | - |

### Pyramide des âges
La population de la commune est relativement âgée.
En 2018, le taux de personnes d'un âge inférieur à 30 ans s'élève à 28,2 %, soit en dessous de la moyenne départementale (29 %). À l'inverse, le taux de personnes d'âge supérieur à 60 ans est de 38,5 % la même année, alors qu'il est de 34,9 % au niveau départemental.
En 2018, la commune comptait 738 hommes pour 831 femmes, soit un taux de 52,96 % de femmes, légèrement supérieur au taux départemental (52,15 %).
Les pyramides des âges de la commune et du département s'établissent comme suit.
| Hommes | Classe d’âge | Femmes |
| ------ | ------------ | ------ |
| 2,4    | 90 ou +      | 4,1    |
| 10,6   | 75-89 ans    | 12,5   |
| 24,5   | 60-74 ans    | 22,7   |
| 18,0   | 45-59 ans    | 20,3   |
| 15,0   | 30-44 ans    | 13,1   |
| 14,0   | 15-29 ans    | 11,8   |
| 15,4   | 0-14 ans     | 15,4   |

| Hommes | Classe d’âge | Femmes |
| ------ | ------------ | ------ |
| 1,1    | 90 ou +      | 2,6    |
| 10,1   | 75-89 ans    | 12,6   |
| 22     | 60-74 ans    | 23,2   |
| 20,1   | 45-59 ans    | 19,7   |
| 16,1   | 30-44 ans    | 15,6   |
| 15,2   | 15-29 ans    | 12,7   |
| 15,4   | 0-14 ans     | 13,6   |

## Lieux et monuments

### Le Château de Montguyon

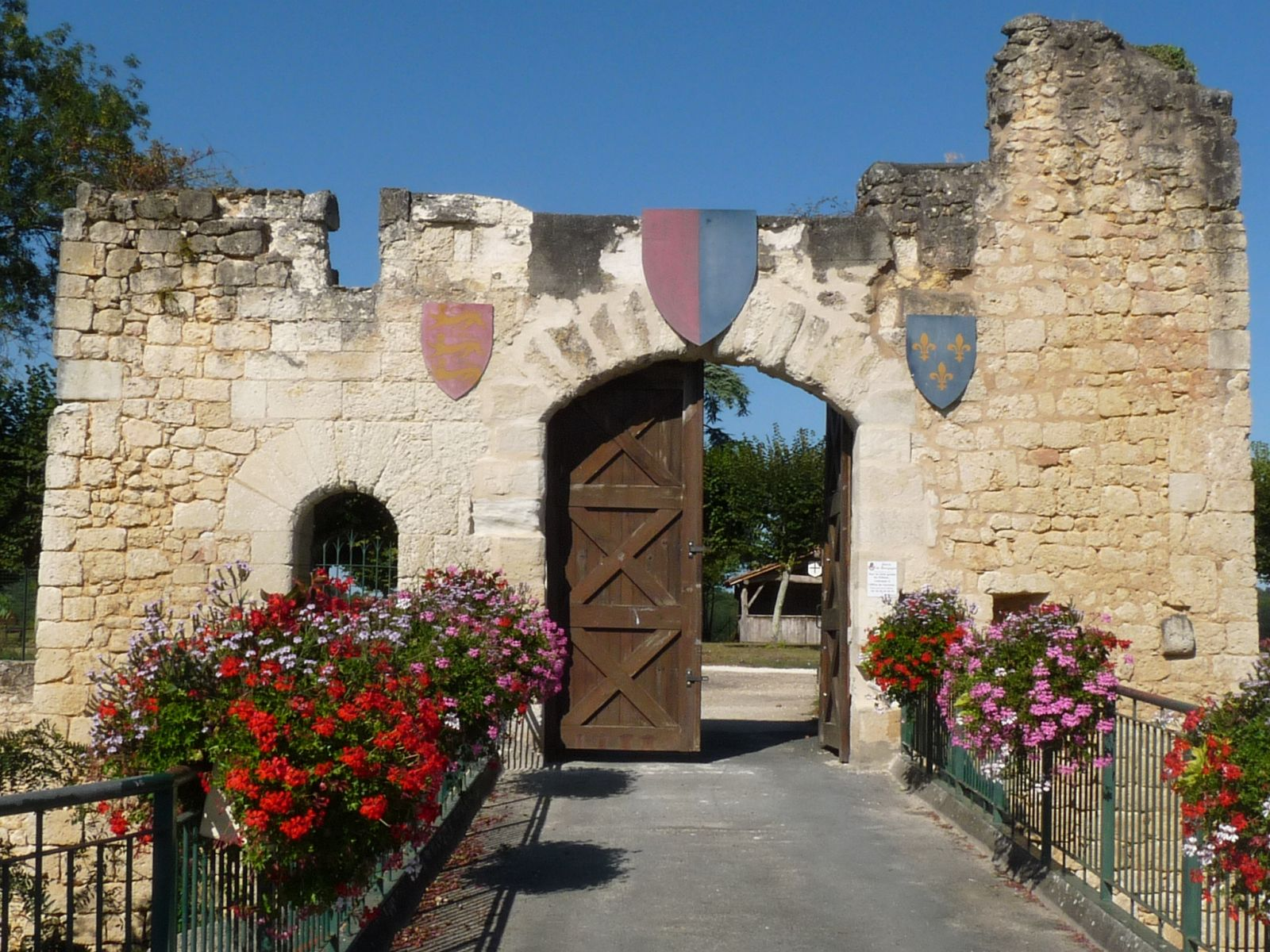
L'entrée du château, "mi-anglois mi-françois".

La première mention du château de Montguyon remonte à 1082. La forteresse actuelle date du XIIIe siècle et fut remaniée au XVIe siècle.
Propriété des familles de Montguyon, de la Rochefoucauld et de Rohan, les ruines du château appartiennent aujourd'hui à la commune de Montguyon.
De célèbres batailles se sont déroulées ici notamment celle de 1451 où l'armée du roi Charles VII commandée par Jean d'Orléans, comte de Dunois chassa les occupants anglais. Les rois Henri IV et Louis XIII ont séjourné dans le château.
L'imposante forteresse fut incendiée par la foudre en 1793. Le donjon s'est en partie effondré le 7 janvier 1982, mais a été ensuite consolidé.
De 1980 à 1986, une association, l'A.S.P.H.M., a œuvré à la restauration des écuries du château et à la remise en valeur du site. Puis l'A.S.V.P.M. a restauré les remparts de 1996 à 2000 et organisé chaque année de 1998 à 2010 un son et lumière historique, trophée de la région Poitou-Charentes et labellisé "sites en scène" par le Département de la Charente-maritime.
Les écuries du château et les remparts sont classés à l'inventaire supplémentaire des monuments historiques depuis le 23 juillet 2004, grâce à l'action de l'A.S.V.P.M.

### L'allée couverte de Pierre Folle
L'allée couverte de Pierre Folle est une construction mégalithique érigée il y a 4 500 ans environ; classé Monument historique en 1889, elle se trouve sur un terrain privé.
L'entrée est orientée vers le soleil levant, et le monument ENE / WSW. L'ensemble, de style aquitain, était recouvert de terre à l'origine en tumulus, et servait de sépulture. Il fait 16 m de long sur 4,2 m de haut.
La plus grosse pierre pèse 30 tonnes. Selon la légende, « quand la cloche de l'Vassiac sonne la messe de minuit à Noël, elle fait trois tours sur elle-même ».
Un dolmen, construit il y a 4 500 ans, est adossé sur sa paroi nord à l'ouest.
Les pierres proviennent d'un rayon de 2,5 km.
Beaucoup d'autres mégalithes ont été érigés dans la région, dans un rayon de 6 km, comme la Pierre Folle de Chierzac, de Saint-Palais-de-Négrignac, le dolmen de Teurpin (Saint-Martin-d'Ary), les tumuli de la Goujonne (détruit en 2014) et Ardeuil, et le menhir (disparu) de la Haute Borne (Saint-Martin-d'Ary),

Allée couverte de Montguyon
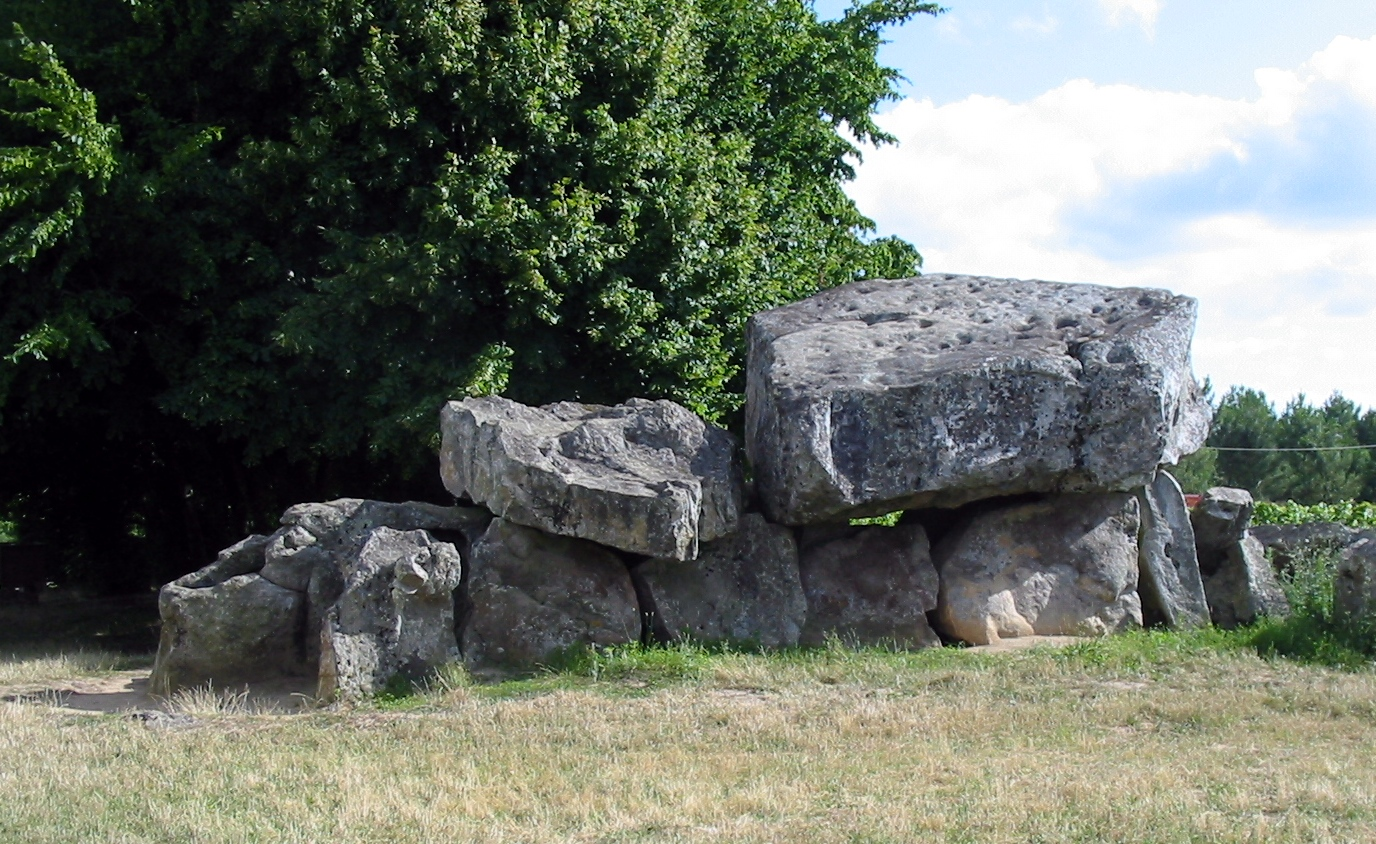
Vue du nord.
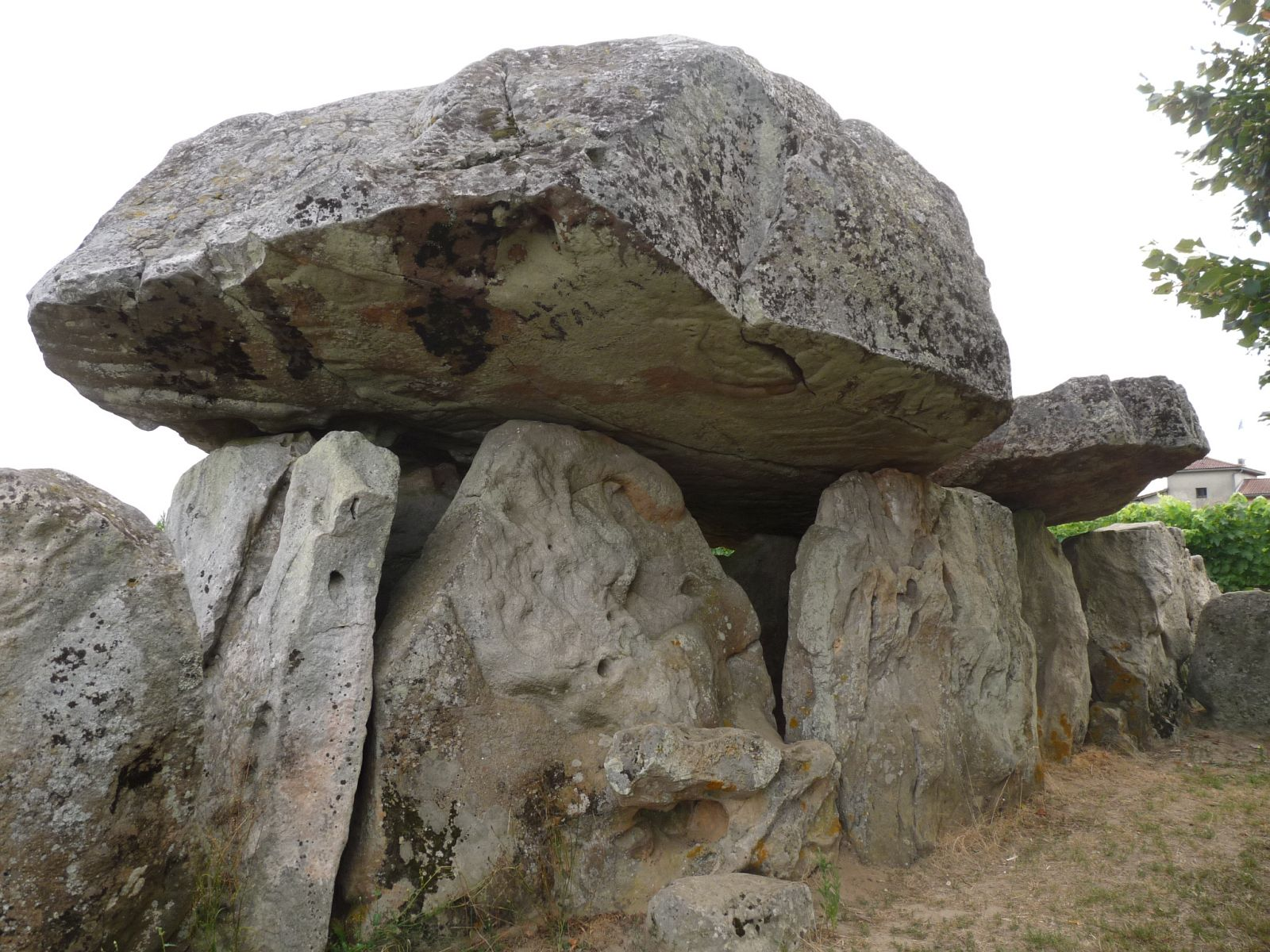
Face sud, vue de l'ouest.
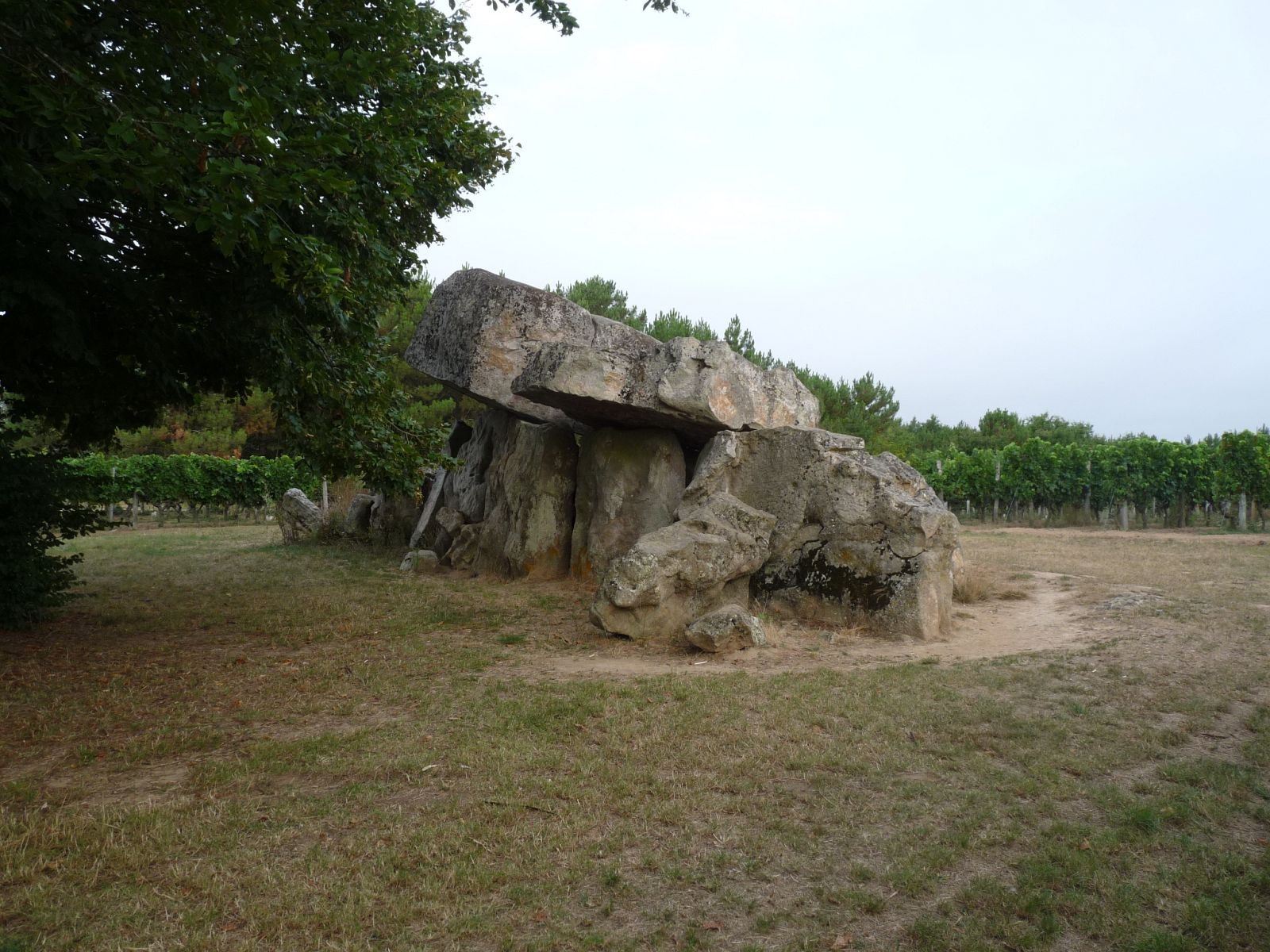
Face sud, vue de l'est.
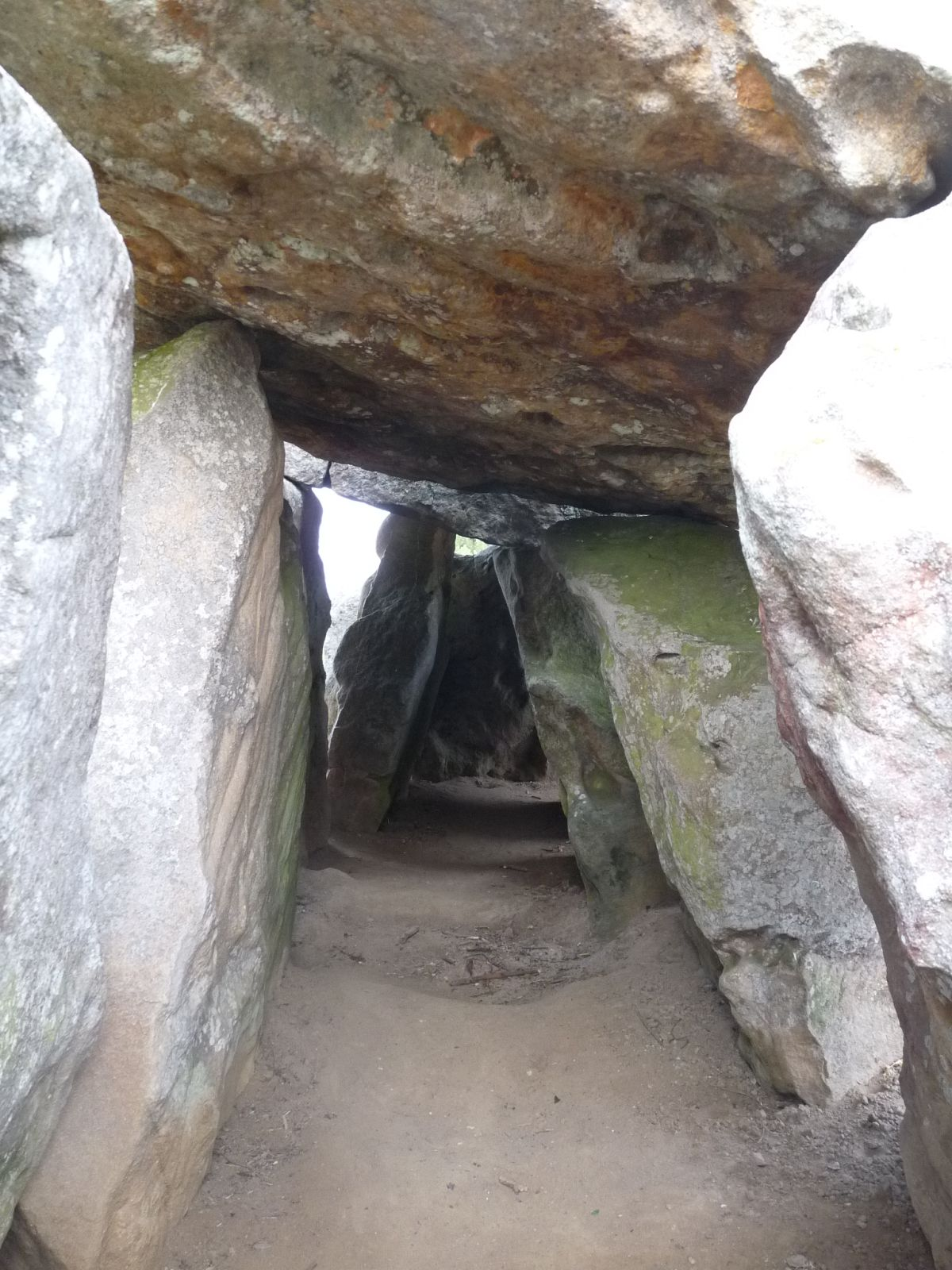
La galerie, vue de l'est.

### Église de Vassiac

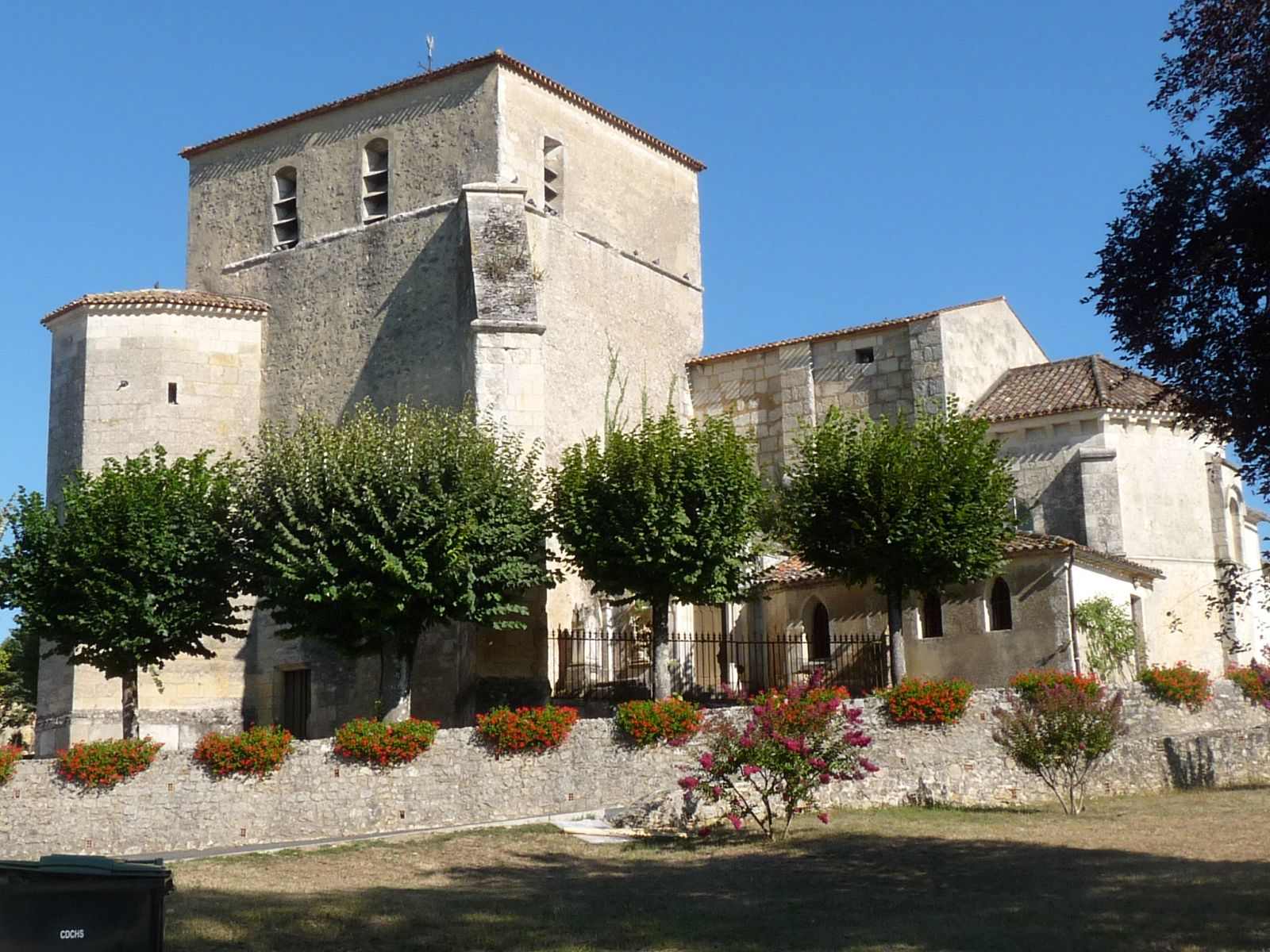
L'église de Vassiac.

L'église paroissiale Saint-Vincent est située à Vassiac, faubourg de Montguyon. Elle date des XIIe et XVe siècles et est inscrite aux Monuments historiques depuis 1947.

## Personnalités liées à la commune
- Jean-Baptiste Thénard-Dumousseau (1762-1846), successivement juge sénéchal de Montlieu, administrateur du département, juge au tribunal de Montguyon, député aux Cinq-Cents puis au Corps législatif, y est né ;
- André-Louis Cholesky (1875-1918), mathématicien et militaire, y est né ;
- Ivan Peychès (1906-1978), membre de l'Académie des Sciences, directeur des recherches de la compagnie de Saint-Gobain : ses aïeux et une partie de sa famille s'étant fixés à Montguyon, il y fit de fréquents séjours. Ivan Peychès a laissé de nombreux dessins et relevés du château dont il reconstitua l'évolution architecturale ;
- Nicolas Bastère (1969-), footballeur, y est né.

## Héraldique
| Blason | Blasonnement : Tranché : au 1er d’azur à la tour ronde terrassée d’argent maçonnée de sable, mouvant de la partition, et à l’arbre aussi d’argent mouvant du flanc senestre, brochant sur la tour et la terrasse, au 2e de gueules à l’allée couverte d’argent sur une terrasse du même, surmonté d’une branche de gui d’or fruitée aussi d’argent posée en bande. |